# Shaw-Massiv
Das Shaw-Massiv ist ein 1355 m hohes und abgeflachtes Felsmassiv im ostantarktischen Mac-Robertson-Land. In den Prince Charles Mountains ragt es 19 km südlich des Mount Willing an der Westflanke des Lambert-Gletschers auf.
Entdeckt wurde es am 28. November 1957 beim Überflug mit einer DHC-2 Beaver zur Anfertigung von Luftaufnahmen. Das Antarctic Names Committee of Australia (ANCA) benannte das Massiv nach Bernard Edward Shaw (* 1928), Funkverkehrsüberwacher auf der Mawson-Station im Jahr 1957.